# Legalidad de la pornografía infantil
La pornografía infantil es ilegal en la mayoría de los países (187 de 195 países son ilegales), pero existe una variación sustancial en las definiciones, categorías, sanciones e interpretaciones de las leyes. Las diferencias incluyen la definición de "niño" según la ley, que puede variar según la edad de consentimiento sexual; la definición misma de "pornografía infantil", por ejemplo, según el medio o el grado de realidad; y qué acciones son delictivas (por ejemplo, la producción, distribución, posesión, descarga o visualización de material). Las leyes que rodean la pornografía infantil ficticia son una fuente importante de variación entre jurisdicciones; algunas mantienen distinciones en la legalidad entre la pornografía real y ficticia que representa a menores, mientras que otras regulan el material ficticio bajo leyes generales contra la pornografía infantil.

## Postura internacional

### Organizaciones
Centro Internacional para Niños Desaparecidos y Explotados (ICMEC)
Esta organización combate la explotación sexual infantil, la pornografía infantil y el secuestro de menores. Para la pornografía infantil, ha establecido una legislación modelo que la define y recomienda sanciones y sentencias. Según una investigación realizada en 2018, la pornografía infantil es ilegal en 118 de los 196 Estados miembros de Interpol. Esta cifra representa a los países que cuentan con legislación suficiente para cumplir 4 o 5 de los 5 criterios definidos por el ICMEC.
ECPAT
ECPAT se centra en frenar la explotación sexual infantil en línea, la trata de menores con fines sexuales y la explotación sexual infantil en el sector turístico. Esta organización realiza un seguimiento de los países que han implementado estándares definidos en acuerdos como el Convenio de Budapest sobre Ciberdelincuencia y el Convenio de Lanzarote a través de sus informes de derechos humanos.

### Tratados
Existen al menos dos tratados importantes, con un "protocolo facultativo", para combatir la pornografía infantil a nivel mundial. Estos se consideran obligaciones internacionales para aprobar leyes específicas contra la pornografía infantil, que deberían ser castigadas con penas adecuadas que tengan en cuenta su gravedad. El primero de estos tratados se relaciona con el Convenio sobre Ciberdelincuencia del Consejo de Europa, el Convenio del Consejo de Europa para la protección de los niños contra la explotación y el abuso sexual, y la Decisión Marco de la UE, que entró en vigor en 2006. Estos exigían a los Estados signatarios o miembros que penalizaran todos los aspectos de la pornografía infantil. El segundo involucra a las Naciones Unidas, que estableció el Artículo 34 de la Convención sobre los Derechos del Niño (CDN). Este establece que todos los signatarios deberán tomar las medidas apropiadas para prevenir la explotación de niños en espectáculos y materiales pornográficos. También se añadió un protocolo facultativo que exige a los signatarios prohibir la producción, distribución, difusión, importación, exportación, oferta, venta o posesión para los fines antes mencionados de pornografía infantil. Algunas de las negociaciones y revisiones del proceso tuvieron lugar en el Congreso Mundial contra la Explotación Sexual Comercial de Niños, Niñas y Adolescentes, celebrado en 1996 y 2001.

## Estatus por país
| Legalidad   | Descripción |
| ----------- | --- |
| Ilegal      | Pornografía infantil real: Esta etiqueta asume que la venta, producción y distribución de pornografía infantil es ilegal (de jure) por defecto a menos que se indique lo contrario. Pornografía infantil ficticia: Esta etiqueta asume que la venta, producción y distribución de pornografía infantil ficticia es ilegal (de jure) por defecto, a menos que se indique lo contrario. Posesión: La posesión (incluida la posesión simple) es ilegal (de jure) tanto para la pornografía infantil ficticia como para la real, a menos que se indique lo contrario. |
| Situacional | Pornografía infantil real: Esto puede abarcar una situación parcialmente legal o una en la que la ley no se aplica. Puede encontrar más detalles en la sección "Resumen breve". Pornografía infantil ficticia: Esto se utiliza cuando la pornografía infantil ficticia no está claramente definida por la ley o en países que definen qué partes son legales e ilegales. Posesión: Si solo la pornografía infantil ficticia es legal, entonces, por defecto, su posesión también lo es. Esto también abarca situaciones parcialmente legales y no aplicadas.      |
| Legal       | Pornografía infantil real o ficticia: No existen restricciones. Posesión: No existen restricciones. |
| Sin datos   | Se desconoce el estado de la ley, esto puede cambiar con fuentes adicionales. |

### África
| País                                                      | Real                          | Ficticia                        | Posesión                      | Resumen breve |
| --------------------------------------------------------- | ----------------------------- | ------------------------------- | ----------------------------- | --- |
| Argelia                                                   | Ilegal                        | Ilegal                          | Ilegal                        | En Argelia, la pornografía infantil es ilegal por cualquier medio según el artículo 333 bis 1 del Código Penal. Las penas incluyen penas de prisión de hasta 5 a 10 años y una multa de entre 500.000 y 1.000.000 de dinares argelinos. |
| Angola                                                    | Ilegal                        | Sin datos                       | Legal                         | El artículo 184 del Código Penal de Angola prohíbe la producción, el transporte y la venta de material sexualmente explícito que involucre a un niño. La ley no incluye la simple posesión o mención de material ficticio. |
| Benín                                                     | Ilegal                        | Ilegal                          | Ilegal                        | El "Código del Niño" de Benín prohíbe la pornografía infantil, incluyendo la posesión y la simulación de imágenes. Las personas condenadas por pornografía infantil se enfrentan a penas de dos a cinco años de prisión y multas de dos a cinco millones de francos CFA (3.610 a 9.025 dólares).                                                  |
| Botsuana                                                  | Ilegal                        | Ilegales: formatos electrónicos | Ilegal                        | La posesión de pornografía infantil es ilegal en Botsuana y se castiga con entre 5 y 15 años de prisión. Los formatos electrónicos de un aparente niño también son ilegales, pero definen a un "niño" como menor de 14 años. |
| Burkina Faso                                              | Ilegal; no definido           | Legal                           | Legal                         | La pornografía infantil es ilegal en Burkina Faso, pero no está claramente definida. La mera posesión, las representaciones simuladas o las imágenes realistas de un niño inexistente no están tipificadas como delito. |
| Burundi                                                   | Ilegal                        | Sin datos                       | Legal                         | La pornografía infantil es ilegal en Burundi y se castiga con multas y entre 3 y 5 años de prisión. La posesión de pornografía infantil no está tipificada como delito. |
| Camerún                                                   | Ilegal                        | Ilegal                          | Ilegal                        | La producción, posesión o distribución de pornografía infantil es ilegal en Camerún y se castiga con penas de 5 a 10 años de prisión y multas de 5 a 10 millones de francos CFA. La pornografía infantil virtual (imágenes “realistas”) y una persona que “parece” ser un niño también son conductas punibles.                                    |
| Cabo Verde                                                | Ilegal                        | Sin datos                       | Ilegal                        | La ley caboverdiana prohíbe la utilización de menores de 18 años en pornografía, con penas de hasta tres años de prisión. |
| República Centroafricana                                  | Legal                         | Legal                           | Legal                         | En la República Centroafricana no hay leyes que prohíban la pornografía infantil. |
| Chad                                                      | Ilegal                        | Sin datos                       | Ilegal                        | El artículo 362 del Código Penal de 2017 del Chad tipifica como delito la producción, distribución, importación, exportación, suministro, puesta a disposición, venta, obtención o entrega a otros, posesión de cualquier material. |
| Comoras                                                   | Ilegal                        | Sin datos                       | Sin datos                     | En las Comoras, la condena por pornografía infantil se castiga con multas o penas de prisión. No hay información disponible sobre formas ficticias o mera posesión. |
| República Democrática del Congo                           | Ilegal                        | Ilegal                          | Ilegal                        | El código penal de la República Democrática del Congo prohíbe la pornografía infantil por cualquier medio. Los condenados se enfrentan a penas de 10 a 20 años de prisión. La mera posesión por cualquier medio no está contemplada en la ley. |
| República del Congo                                       | Ilegal                        | Sin datos                       | Ilegal                        | La pornografía infantil (incluida la posesión) en la República del Congo está penada por el artículo 66 de la Ley de protección del niño de la República del Congo (Ley Nº 4-2010). |
| Yibuti                                                    | Ilegal                        | Ilegal                          | Ilegal                        | Se prohíben todas las formas de pornografía. |
| Egipto                                                    | Ilegal; no definido           | Ilegal                          | Ilegal                        | Si bien todas las formas de pornografía están prohibidas, las leyes egipcias no definen ni prohíben específicamente la pornografía infantil. |
| Guinea Ecuatorial                                         | Legal                         | Legal                           | Legal                         | En Guinea Ecuatorial no hay leyes que prohíban la pornografía infantil. |
| Eritrea                                                   | Ilegal                        | Sin datos                       | Sin datos                     | La pornografía infantil es ilegal en Eritrea, sin embargo esta ley no menciona la posesión ni nada ficticio. |
| Suazilandia                                               | Ilegal                        | Ilegal                          | Ilegal                        | Las prácticas relacionadas con la pornografía infantil son ilegales en Suazilandia según la Ley de Delitos Sexuales y Violencia Doméstica de 2018. Los delincuentes enfrentan hasta 25 años de prisión. |
| Etiopía                                                   | Ilegal; no definido           | Ilegales: formatos electrónicos | Ilegal                        | La pornografía infantil es ilegal (pero no está definida) en Etiopía según el artículo 12 de la ley "Proclamación de Delitos Informáticos (2016)". No se proporciona información sobre formas físicas como dibujos o pinturas. |
| Gabón                                                     | Ilegal                        | Ilegal                          | Ilegal                        | Se prohíben todas las formas de pornografía. |
| Gambia                                                    | Ilegal; no definido           | Sin datos                       | Legal                         | Si bien la pornografía infantil es ilegal en Gambia, la legislación vigente está "extremadamente subdesarrollada". La mera posesión de "materiales de abuso sexual infantil" no está tipificada como delito. |
| Ghana                                                     | Ilegal; no definido           | Ilegal                          | Ilegal                        | La pornografía infantil es ilegal en Ghana, pero no se da una definición clara de lo que significa una “conducta sexualmente explícita”, lo que deja la ley abierta a la discreción. La pornografía infantil virtual (imágenes “realistas”) y una persona que “parece” un niño también son conductas punibles.                                    |
| Guinea                                                    | Ilegal, pero no aplicada      | Ilegal, pero no aplicada        | Ilegal, pero no aplicada      | La pornografía infantil en cualquier forma es ilegal en Guinea según la "Ley del Código Penal (1974)". El Departamento de Estado de los Estados Unidos señala que esta ley "en general no se aplica". |
| Guinea-Bisáu                                              | Ilegal                        | Sin datos                       | Legal                         | La pornografía infantil es ilegal en Guinea-Bissau, pero su posesión y distribución no están penalmente prohibidas. |
| Costa de Marfil                                           | Ilegal                        | Sin datos                       | Sin datos                     | La ley en Costa de Marfil prohíbe la utilización, el reclutamiento o la oferta de menores con fines sexuales comerciales o su uso en películas, imágenes o eventos pornográficos. |
| Kenia                                                     | Ilegal                        | Ilegal                          | Ilegal                        | Se prohíben todas las formas de pornografía. |
| Lesoto                                                    | Ilegal                        | Sin datos                       | Sin datos                     | La pornografía infantil es ilegal en Lesoto y se castiga con no menos de 10 años de prisión. |
| Liberia                                                   | Ilegal                        | Ilegal                          | Ilegal                        | La pornografía infantil es ilegal "en cualquier forma o manera" y se castiga con hasta cinco años de prisión. |
| Libia                                                     | Legal                         | Legal                           | Legal                         | En Libia no hay leyes que prohíban la pornografía infantil. |
| Madagascar                                                | Ilegal                        | Ilegal                          | Ilegal                        | El artículo 346 del Código Penal de Madagascar tipifica como delito el uso de “cualquier medio” para difundir pornografía infantil. Los funcionarios han declarado que las leyes a menudo no se interpretan ni se aplican de manera uniforme. |
| Malaui                                                    | Ilegal; no definido           | Ilegal                          | Ilegal                        | Aunque las leyes de Malaui no definen claramente la pornografía infantil, penalizan la posesión con una pena de 14 años de prisión. Esto abarca cualquier representación visual, incluyendo fotografías, películas, vídeos e imágenes, ya sean realizadas o producidas por medios electrónicos, mecánicos o de otro tipo.                         |
| Mali                                                      | Ilegal                        | Ilegal                          | Sin datos                     | La pornografía infantil es ilegal en Mali según el artículo 228 del Código Penal adoptado en 2001. Las penas por condena varían entre cinco y veinte años de prisión. Esta ley incluye "las imágenes, películas o dibujos pornográficos que muestren a uno o varios menores de trece años".                                                       |
| Mauritania                                                | Ilegal                        | Sin datos                       | Ilegal                        | La posesión de pornografía infantil es ilegal en Mauritania y se castiga con penas de dos meses a un año de prisión y una multa. |
| Mauricio                                                  | Ilegal                        | Legalmente poco claro           | Ilegal                        | Si bien la pornografía infantil y su posesión son ilegales en Mauricio, no está claro si la ficción pura cuenta como representación de una persona. |
| Marruecos (incluida la mayor parte del Sahara Occidental) | Ilegal                        | Ilegal                          | Ilegal                        | Se prohíben todas las formas de pornografía. |
| Mozambique                                                | Ilegal, parcialmente aplicado | Sin datos                       | Ilegal, parcialmente aplicado | La pornografía infantil es ilegal en Mozambique, pero su aplicación sólo es parcial. |
| Namibia                                                   | Ilegal                        | Sin datos                       | Ilegal                        | La producción y posesión de pornografía infantil es ilegal en Namibia. |
| Níger                                                     | Ilegal                        | Sin datos                       | Sin datos                     | La pornografía infantil es ilegal en Níger. |
| Nigeria                                                   | Ilegal                        | Ilegal                          | Ilegal                        | La Ley de Derechos del Niño ilegaliza la pornografía infantil en Nigeria, pero no todos los estados la han implementado. También está tipificado como delito por la Ley de Prohibición de Delitos Cibernéticos de 2015. La pornografía infantil virtual (imágenes “realistas”) y una persona que “parece” un niño también son conductas punibles. |
| Ruanda                                                    | Ilegal                        | Ilegal                          | Sin datos                     | La pornografía infantil es ilegal en Ruanda y las condenas se castigan con cadena perpetua y una multa monetaria sustancial. La ley también se aplica a los "objetos de naturaleza sexual", lo que incluye la producción de escritos y dibujos.                                                                                                   |
| Santo Tomé y Príncipe                                     | Ilegal                        | Sin datos                       | Sin datos                     | La pornografía infantil es ilegal en Santo Tomé y Príncipe según el artículo 180 del código penal. |
| Senegal                                                   | Ilegal                        | Ilegal                          | Ilegal                        | Se prohíben todas las formas de pornografía. |
| Seychelles                                                | Ilegal                        | Ilegal; no definido             | Ilegal                        | Producir o poseer pornografía infantil es ilegal en Seychelles y las penas de prisión pueden ser de hasta 20 años. Las imágenes o representaciones ficticias "indecentes" también son ilegales, pero no están definidas en la ley. |
| Sierra Leona                                              | Ilegal                        | Ilegal                          | Ilegal                        | La pornografía infantil es ilegal en Sierra Leona ("incluye otra representación visual") castigado por un término de prisión de no más de 10 años. |
| Somalia                                                   | Legal                         | Legal                           | Legal                         | En Somalia no existen leyes que prohíban penalmente la pornografía infantil. |
| Sudáfrica                                                 | Ilegal                        | Ilegal                          | Ilegal                        | Todas las formas de pornografía infantil son ilegales en Sudáfrica. Esto incluye la posesión, creación o importación de cualquier imagen o descripción de una persona, ya sea real o simulada. |
| Sudán del Sur                                             | Ilegal                        | Ilegal                          | Ilegal                        | Se prohíben todas las formas de pornografía. |
| Sudán                                                     | Ilegal                        | Ilegal                          | Ilegal                        | Se prohíben todas las formas de pornografía. |
| Tanzania                                                  | Ilegal                        | Ilegal                          | Ilegal                        | Se prohíben todas las formas de pornografía. |
| Togo                                                      | Ilegal                        | Ilegal                          | Ilegal                        | La pornografía infantil es ilegal en Togo por cualquier medio y se castiga con entre 5 y 10 años de prisión. |
| Túnez                                                     | Ilegal                        | Ilegal                          | Ilegal                        | Se prohíbe toda forma de pornografía. |
| Uganda                                                    | Ilegal                        | Ilegal                          | Ilegal                        | Se prohíben todas las formas de pornografía infantil. |
| Zambia                                                    | Ilegal; no definido           | Ilegal                          | Ilegal                        | La pornografía infantil es ilegal en Zambia, pero no está definida. |
| Zimbabue                                                  | Ilegal                        | Sin datos                       | Ilegal                        | La pornografía infantil es ilegal en Zimbabue y cualquiera que la posea puede ser acusado de indecencia pública, lo que se castiga con una "pequeña multa", prisión de hasta seis meses o ambas. Se prohíben todas las formas de pornografía. |
| País                                                      | Real                          | Ficticia                        | Posesión                      | Resumen breve |

### América Central y del Norte
| País                                             | Real                                  | Ficticia                           | Posesión                        | Resumen breve |
| ------------------------------------------------ | ------------------------------------- | ---------------------------------- | ------------------------------- | --- |
| Antigua y Barbuda                                | Ilegal                                | Sin datos                          | Sin datos                       | La pornografía infantil es ilegal en Antigua y Barbuda. Los infractores pueden ser multados con hasta 500.000 dólares de XCD (185.000 dólares) y 20 años de prisión. |
| Bahamas                                          | Ilegal                                | Ilegal                             | Ilegal                          | Todas las formas de pornografía infantil, incluida la mera posesión, son ilegales en las Bahamas. Quienes sean declarados culpables podrán ser condenados a cadena perpetua. |
| Barbados                                         | Legal: solo distribución de películas | Legal; no realista                 | Legal; solo ficción             | La Ley de Protección de los Niños prohíbe el uso de niños en actividades pornográficas, pero esto no se aplica a la distribución de películas. Las representaciones no realistas sin la participación de una persona real están excluidas por ley. |
| Belice                                           | Ilegal                                | Ilegal                             | Ilegal                          | La ley en Belice prohíbe la simple posesión de pornografía infantil. |
| Canadá                                           | Ilegal                                | Ilegal                             | Ilegal                          | El artículo 163.1 del Código Penal de Canadá, promulgado el 25 de junio de 1993, prohíbe la producción, distribución y posesión de pornografía infantil tanto real como ficticia, incluido el material en forma escrita, representaciones visuales ficticias, y grabaciones audiovisuales. Las penas máximas varían de diez a catorce años de prisión, según el tipo de delito. |
| Costa Rica                                       | Ilegal                                | Ilegal                             | Ilegal                          | Todas las formas de pornografía infantil, incluida su posesión, son ilegales en Costa Rica. Los acusados de vender, financiar, distribuir o exhibir pornografía infantil cumplirán condenas de cuatro a ocho años. |
| Cuba                                             | Ilegal                                | Sin datos                          | Legal                           | La pornografía infantil es ilegal en Cuba y la ley impone penas de prisión de siete a quince años. La mera posesión de pornografía infantil no está tipificada como delito. |
| Dominica                                         | Legal                                 | Legal                              | Legal                           | En Dominica no existen leyes que prohíban la pornografía infantil. |
| República Dominicana                             | Ilegal                                | Ilegal                             | Ilegal: formato electrónico     | Las leyes en la República Dominicana contienen disposiciones específicas que prohíben la pornografía infantil. La posesión sólo es ilegal en forma electrónica. |
| El Salvador                                      | Ilegal, pero no aplicado              | Legal                              | Legal; Sólo ficticio            | El Código Penal de El Salvador prohíbe la pornografía infantil con niños reales. Esta medida sigue sin aplicarse debido a la falta de capacitación y recursos. |
| Granada                                          | Ilegales: formatos electrónicos       | Situación legal compleja           | Ilegales: formatos electrónicos | Las formas electrónicas de pornografía infantil son ilegales en Granada según la Ley de Delitos Electrónicos. No se mencionan las formas psíquicas ni su posesión. |
| Guatemala                                        | Ilegal; producción                    | Ilegal                             | Legal                           | La producción de pornografía infantil es ilegal en Guatemala. Las imágenes no realistas de pornografía infantil también están penalizadas, pero la posesión sigue siendo legal. |
| Haití                                            | Ilegal, pero no aplicado              | Legal                              | Legal                           | La ley haitiana prohíbe la pornografía infantil, pero no existen mecanismos establecidos para su aplicación. Tampoco existen disposiciones sobre la producción, posesión y difusión de pornografía infantil. |
| Honduras                                         | Ilegal                                | Legal                              | Legal; Sólo ficticio            | La pornografía con menores de edad es ilegal en Honduras. Las penas van de 4 a 15 años de prisión por posesión, distribución, producción, etc. |
| Jamaica                                          | Ilegal                                | Ilegal                             | Ilegal                          | La producción, posesión, importación, exportación y distribución de pornografía infantil es ilegal en Jamaica y se castiga con una pena máxima de 23 años de prisión y una multa de J$500.000. |
| México                                           | Ilegal                                | Ilegal                             | Ilegal                          | Todas las formas de pornografía infantil son ilegales en México y las penas de prisión van de seis meses a 12 años, dependiendo de la edad del delincuente. |
| Nicaragua                                        | Ilegal                                | Ilegal                             | Sin datos                       | En Nicaragua son ilegales todas las formas de pornografía infantil, incluidos los dibujos ficticios. El gobierno generalmente hace cumplir la ley con penas de prisión que van de 10 a 15 años. |
| Panamá                                           | Ilegal                                | Ilegal                             | Ilegal                          | Todas las formas de pornografía infantil, incluida la posesión, son ilegales en Panamá. |
| San Cristóbal y Nieves                           | Ilegales: formatos electrónicos       | Legalmente poco claro; no realista | Ilegal; Formatos electrónicos   | El código penal tipifica como delito la publicación, producción o posesión de pornografía infantil a través de un dispositivo electrónico. No se proporciona información sobre formas psíquicas, imágenes irreales ni su posesión. |
| Santa Lucía                                      | Legal                                 | Legal                              | Legal                           | En Santa Lucía no existen leyes que definan o prohíban específicamente la pornografía infantil. |
| Trinidad y Tobago                                | Ilegal                                | Sin datos                          | Ilegal                          | La pornografía infantil y su posesión son ilegales en Trinidad y Tobago. Los infractores pueden ser condenados por acusación formal, a una multa de treinta mil dólares y a diez años de prisión. |
| Estados Unidos (incluidos todos los territorios) | Ilegal                                | Legal; no "obsceno"                | Legal; Solo ficticio            | Las leyes estadounidenses contra la pornografía infantil prácticamente siempre se aplican y se encuentran entre las más severas del mundo. La "pornografía infantil ficticia" está protegida legalmente como libertad de expresión bajo la Primera Enmienda, a menos que se considere obscena.                                                                                  |
| País                                             | Real                                  | Ficticia                           | Posesión                        | Resumen breve |

### América del Sur
| País      | Real                                | Ficticia  | Posesión             | Resumen breve |
| --------- | ----------------------------------- | --------- | -------------------- | --- |
| Argentina | Ilegal                              | Legal     | Legal; Solo ficticio | El artículo 128 del Código Penal argentino prohíbe la posesión y distribución de pornografía infantil con penas de prisión de cuatro meses a un año por posesión y de tres a seis años por distribución. No se aborda la pornografía ficticia que retrata a menores ficticios mientras tanto, la pornografía ficticia que retrata a menores reales, especialmente la generada por IA, es ilegal. |
| Bolivia   | Ilegal                              | Legal     | Legal; Solo ficticio | La pornografía infantil es ilegal y está perseguida en Bolivia. Las penas son de privación de libertad de 2 a 6 años. La pornografía infantil ficticia y su posesión siguen siendo legales. |
| Brasil    | Ilegal                              | Legal     | Legal; Solo ficticio | La producción, distribución y posesión de pornografía infantil es ilegal y se persigue en Brasil de acuerdo con su "Código de Menores". La pornografía infantil ficticia y su posesión siguen siendo legales. |
| Chile     | Ilegal                              | Ilegal    | Ilegal               | La posesión de pornografía infantil, real o simulada, o cualquier representación de sus genitales con fines de gratificación sexual es ilegal según la legislación chilena. Las penas van de 541 días a 5 años de prisión, según la situación. |
| Colombia  | Ilegal                              | Legal     | Legal; Solo ficticio | La pornografía infantil real es ilegal y está perseguida en Colombia. La Corte Suprema de Justicia de Colombia dictaminó en 2018 que la pornografía infantil artificial no constituye un delito. Esto aplica a fotografías, dibujos, animaciones y situaciones que no impliquen abuso real. |
| Ecuador   | Ilegal                              | Ilegal    | Ilegal               | La posesión, almacenamiento, fabricación o distribución de pornografía infantil o cualquier otro tipo de material pedófilo sexualmente explícito es ilegal según la ley ecuatoriana. |
| Guyana    | Legal, restringido por regulaciones | Legal     | Legal                | En Guyana no existen leyes que prohíban específicamente la pornografía infantil. La venta, publicación o exhibición de material obsceno, definido como cualquier cosa que pueda privar o corromper a quienes están expuestos a influencias inmorales, está sujeta a regulaciones. |
| Paraguay  | Ilegal                              | Legal     | Legal; Solo ficticio | La pornografía infantil que involucra a niños reales es ilegal en Paraguay. Las formas virtuales no fueron incluidas en el “Código Penal Paraguayo” de 1997. |
| Perú      | Ilegal                              | Legal     | Legal; Solo ficticio | La pornografía infantil es ilegal en Perú según el artículo 183-A del Código Penal, excepto el material ficticio que no represente a un niño real. |
| Surinam   | Ilegal                              | Sin datos | Ilegal               | La pornografía infantil está prohibida en Surinam. Las condenas conllevan una pena máxima de seis años de prisión y una multa máxima de 50.000 dinares serbios (6.650 dólares). |
| Uruguay   | Ilegal                              | Ilegal    | Ilegal               | Todas las formas de pornografía infantil son ilegales. |
| Venezuela | Ilegal                              | Legal     | Legal                | Venezuela no prohíbe la simple posesión de pornografía infantil. Pero la venta y distribución de pornografía infantil es ilegal y se castiga con multas o penas de prisión de tres meses a cuatro años. No existen leyes que criminalicen las formas de ficción. |
| País      | Real                                | Ficticia  | Posesión             | Resumen breve |